# Nayyar Hussain Bukhari
Nayyar Hussain Bukhari (ou Bokhari) (en  ourdou : سید نیئر حسین بخاری), né le 22 décembre 1952 à Rawalpindi, est un homme politique pakistanais. Membre du Parti du peuple pakistanais, il est le président du Sénat entre 2012 et 2015.
Rejoignant alors qu'il est étudiant le Parti du peuple pakistanais en 1970, il en est un membre vétéran s'étant opposé aux trois régimes militaires qu'a connus le pays. Avocat de profession, implanté à Islamabad où il dirige la branche de son parti, il est élu député lors des élections législatives de 2002, puis sénateur en 2009. Trois ans plus tard, il remplace Farooq Naek en devenant président du Sénat, son parti disposant d'une large majorité pour une législature se terminant en 2015.

## Jeunesse et études
Nayyar Hussain Bukhari est né le 22 décembre 1952 à Rawalpindi, dans le nord de la province du Pendjab. Ayant fait ses études à l'école de la Pakistan Air Force et au St Mary's College de Rawalpindi, il obtient ensuite un Master of Laws du Gordon College et de l'université du Pendjab en 1976. 
Il devient ensuite avocat en 1977, puis membre du barreau d'Islamabad depuis 1980 et de la Haute Cour de Lahore l'année suivante, et enfin avocat à la Cour suprême depuis 2010.

## Carrière politique

### Débuts et député
Nayyar Hussain Bukhari commence sa carrière politique en 1968 à l'âge de seize ans, rejoignant le Parti du peuple pakistanais en tant qu'étudiant. Il a notamment participé aux protestations contre les présidents Muhammad Ayub Khan et Muhammad Zia-ul-Haq, et devient durant le régime de ce dernier secrétaire-général de son parti pour Islamabad en 1983, puis président de la même section en 1987.
Bukhari se présente dans la deuxième circonscription d'Islamabad de l'Assemblée nationale lors des élections législatives de 2002, il est élu avec environ 44,7 % des voix, face à neuf autres candidats, alors que dans le même temps son parti confirme sa position de principal parti d'opposition.
Lors des élections législatives de 2008, il est en revanche battu de peu dans la même circonscription par le candidat de la Ligue musulmane du Pakistan (N) avec 32,98 % des voix contre 33,54 % pour son rival, alors qu'à l'inverse son parti retrouve le pouvoir pour la première fois depuis plus de dix ans.

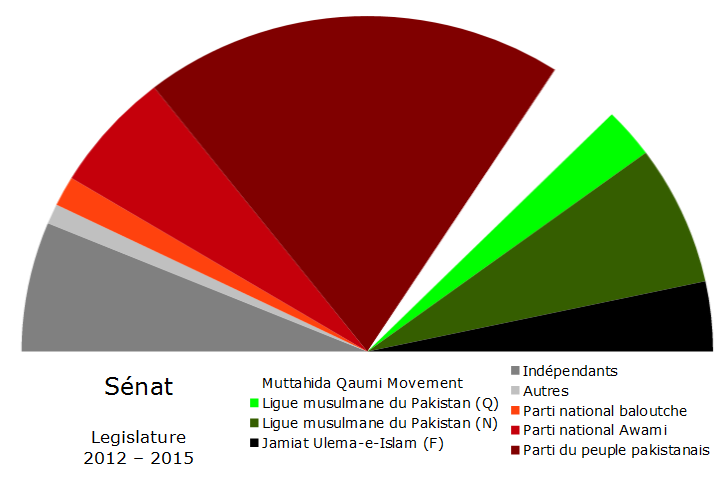
Composition du Sénat pour la législature 2012 - 2015.

### Sénat
En mars 2009, il est élu sénateur pour le territoire fédéral d'Islamabad pour un mandat de six ans, puis rejoint la commission sénatoriale de l'intérieur, de l’environnement et des activités portuaires. En 2011, il est à la tête de la commission du Premier ministre pour les aides aux victimes des inondations.
Le 12 mars 2012, il est élu président du Sénat pour trois ans en remplacement de Farooq Naek, également membre du Parti du peuple pakistanais et qui prend ensuite le poste de ministre de la justice. À ce titre, il mène une assemblée où son parti dispose d'une majorité relative confortable, et une majorité absolue avec ses alliés, et ce jusqu'aux élections de mars 2015,. Il est remplacé trois ans plus tard par Raza Rabbani, membre du même parti politique. 